# Miniopterus manavi
Espèce
Statut de conservation UICN

 LC  : Préoccupation mineure
Miniopterus manavi est une espèce de chauve-souris appartenant à la famille des Miniopteridae. Elle vit à Madagascar.

Aire de répartition

## Liste des sous-espèces
Selon Mammal Species of the World (version 3, 2005)  (4 juil. 2012) :
- sous-espèce Miniopterus manavi griveaudi
- sous-espèce Miniopterus manavi manavi

## Référence bibliographique
- Goodman, S.M., Maminirina, C.P., Weyeneth, N., Bradman, H.M., Christidis, L., Ruedi, M. & Appleton, B. 2009. The use of molecular and morphological characters to resolve the taxonomic identity of cryptic species: the case of Miniopterus manavi (Chiroptera: Miniopteridae). Zoologica Scripta 38: 339-363